# Бешбармацькі укріплення
Бешбармацькі укріплення (азерб. Beşbarmaq səddi) — оборонні споруди в Азербайджані, на березі Каспію, які разом із Гільгільчайськими укріпленнями перегороджують Прикаспійську долину. Це найпівденніші в оборонній системі два паралельні глиняні вали, що тяглися від підошви гори Бешбармак до моря (завдовжки 1,75 км) за 220 м один від одного.
Бешбармацькі укріплення у складі Оборонних споруд на березі Каспію запропоновані як кандидати додавання до списку об'єктів Світової спадщини ЮНЕСКО в Азербайджані. Бешбармацькі укріплення перетинають долину поблизу села Зарат і доходять до гори Бешбармак.

## Етимологія
Назва укріплення походить від назви однойменної гори і в перекладі з азербайджанського слово «бешбармаг» означає як «п'ять пальців», оскільки контури гори нагадують п'ять пальців руки.